# Henrik Bo Nielsen
Henrik Bo Nielsen (født 23. april 1961 i Vadum) er en dansk virksomhedsleder, der siden april 2019 har været direktør for DR Kultur, Børn og Unge (DR). I 2017-2019 var han direktør for Museumskoncernen ROMU. Fra 2007-2017 var han direktør for Det danske filminstitut. Fra 1991 til 2007 var han administrerende direktør for Dagbladet Information.
Henrik Bo Nielsen blev student i 1980 fra Aalborg Katedralskole og blev som 22-årig i 1983, sideløbende med sine jurastudier ved Aarhus Universitet, direktør for Berlitz sprogskole i Aalborg. Efter endt uddannelse i 1984 flyttede han til København, hvor han blev direktør i Berlitz’ hovedkvarter frem til 1987. Herefter fulgte fire år (1987-1991) som direktør for Multi-Post, inden der stod direktør for Dagbladet Information på visitkortet.
Henrik Bo Nielsen er ridder af Dannebrogsordnen og aktiv i en række bestyrelser.